# Jerini

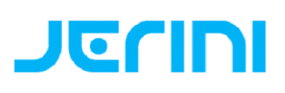
Jerini Firmen Logo

L’entreprise pharmaceutique berlinoise Jerini AG est spécialisée dans la recherche, le développement et la commercialisation de médicaments innovants, de nature peptidique.
Sa plate-forme technologique « Peptides-to-Drugs » (P2D) lui permet de développer des médicaments pour des maladies pour lesquelles il n’existait jusqu’à présent aucune possibilité de traitement, ou seulement des possibilités de traitement réduites. En plus du développement de ses propres substances actives, l’entreprise collabore avec d’autres sociétés. L’entreprise prévoit de commercialiser elle-même ses médicaments pour des indications de niche, et dans les domaines d’indication plus vastes, d’assurer la commercialisation en coopération avec des partenaires.

## Pipeline

### Firazyr (icatibant) pour le traitement de l’angio-œdème héréditaire(AOH)
L'icatibant est le premier médicament, disponible dans toute l'Europe, pour le traitement des crises aiguës d'AOH. Il représente également le premier traitement pour voie sous-cutanée de l'AOH. Les patients atteints d'AOH souffrent de crises aiguës, provoquées par l'élévation de la concentration de la bradikynine qui entraîne des gonflements pouvant intervenir sur différentes parties du corps.
L'icatibant est le premier antagoniste des récepteurs B2 de la bradykinine. En bloquant ces récepteurs, icatibant inhibe le principal médiateur de l'AOH et prévient la formation d’œdèmes dans tous les types d'attaques.
Le principe actif a été licencié en 2001 par Aventis. Le 15 juillet 2008, Jerini a obtenu, de la part de l'Agence Européenne pour l'Évaluation des Médicaments (EMEA), l'autorisation de mise sur le marché pour Firazyr (icatibant) pour le traitement des crises aiguës angioœdèmes héréditaires (AOH). L'agrément de l'EMEA s'applique aux 27 états membres de l'Union Européenne.
Firazry (icatibant) sera, dans un premier temps, commercialisé en Allemagne et en Grande-Bretagne, dès le 3e trimestre 2008. La disponibilité sur les autres marchés devrait suivre rapidement. 

#### L’icatibant pour d’autres indications
La concentration élevée de bradykinine joue aussi un rôle important dans d’autres maladies. Jerini a terminé les études cliniques de phase IIa pour l’indication ascite réfractaire en cas de cirrhose (RAIL). Sur la base de ces résultats et de la pathophysiologie de la bradykinine, l’entreprise et son partenaire américain ont décidé de ne pas poursuivre le développement de l’icatibant dans l’indication RAIL à l’heure actuelle, et d’évaluer une population plus spécifique de patients avec ascite, en vue d’une étude clinique éventuelle. Le principe actif est aussi évalué actuellement pour l’indication asthme. L’icatibant a reçu par ailleurs le statut de médicament orphelin pour le traitement des patients brûlés avec œdèmes graves, qui doivent être traités à l’hôpital. Ce programme se trouve actuellement dans la dernière phase de développement pré-clinique.

### Programmes de recherche et produits
L’entreprise travaille sur différents programmes de recherche précliniques, dans les domaines ophtalmologie, oncologie et inflammations. La substance active JSM 6427 de Jerini doit être étudiée dans l’indication dégénérescence maculaire liée à l'âge (DMLA) au premier trimestre 2007 dans le cadre d’études cliniques de phase I. Dans les modèles précliniques, la substance active JSM 6427 de Jerini a fait preuve d’une efficacité significative. La DMLA est l’une des causes les plus fréquentes de cécité liée à l’âge chez les personnes de plus de 55 ans dans les pays développés.

## Plate-forme technologique de Jerini
La plate-forme technologique propre à l’entreprise Jerini « Peptides-to-Drugs » (P2D) permet l’identification de molécules peptidiques précurseurs et leur transformation systématique en peptidomimétiques (injectables) ou principes actifs de faible poids moléculaire (médicaments administrables par voie orale). Jerini peut ainsi développer de nouveaux candidats médicaments contre les maladies qui sont difficilement accessibles avec les méthodes traditionnelles de la recherche. La possibilité de fabriquer non seulement des peptidomimétiques mais aussi des principes actifs de faible poids moléculaire comme candidats médicaments permet aussi de développer simultanément des traitements aigus et chroniques contre la même molécule cible (« target »). 

## Coopérations
Jerini se concentre sur la découverte et le développement de ses propres médicaments. Ses activités concernent principalement des maladies qui ont peu ou pas d'options thérapeutiques. Le 3 juillet 2008, Jerini et Shire Limited ont annoncé un partenariat stratégique. 
Partenaires de coopération actuels
- Alcon Research Ltd.
- Baxter AG
- KOS Pharmaceuticals, Inc.
- Sanofi Aventis
- Shire Limited

## Repères
- Autorisation de mise sur le marché délivrée par l'EMEA pour Firazyr (icatibant) pour le traitement de l'angioœdème héréditaire (AOH) : 2e trimestre 2008
- Avis favorable émis par le Comité des médicaments à usage humain (CHMP) pour icatibant pour le traitement de l'angioœdème héréditaire : 1er trimestre 2008

## Historique de la société
Jerini a commencé ses activités en 1994. L’entreprise emploie actuellement 125 collaborateurs (dernière mise à jour: août 2006).
Les filiales du groupe sont JPT Peptide Technologies GmbH et Jerini US, Inc.
L’entreprise Jerini est cotée sur le segment Prime Standard de la Bourse de Francfort et a acquis au total un volume de financement de plus de 130 millions à partir de fonds publics et privés.